# Jørgen Schmidt
Jørgen Schmidt (ur. 13 sierpnia 1945 w Vester Alling) – duński kolarz szosowy, złoty medalista mistrzostw świata.

## Kariera
Największy sukces w karierze Jørgen Schmidt osiągnął w 1970 roku, kiedy zdobył złoty medal w wyścigu ze startu wspólnego podczas mistrzostw świata w Leicester. W zawodach tych wyprzedził bezpośrednio dwóch Belgów: Ludo Van Der Lindena oraz Tony'ego Gakensa. Był to jednak jedyny medal wywalczony przez Schmidta na międzynarodowej imprezie tej rangi. Ponadto w tym samym roku był drugi w Grand Prix de France, a w 1971 roku wygrał duński Fyen Rundt. W 1970 roku zdobył także dwa medale na mistrzostwach krajów nordyckich: złoty w drużynowej jeździe na czas oraz brązowy w wyścigu ze startu wspólnego amatorów. Trzykrotnie zdobywał medale mistrzostw kraju: srebrne w indywidualnej jeździe na czas w latach 1971 i 1975 oraz brązowy ze startu wspólnego w 1969 roku. Nigdy nie wystąpił na igrzyskach olimpijskich.

## Najważniejsze zwycięstwa i sukcesy
- 1970
  - mistrzostwo świata amatorów w wyścigu ze startu wspólnego
- 1971
- 1. Fyen Rundt